# 3327 Campins
3327 Campins eller 1985 PW är en asteroid i huvudbältet som upptäcktes den 14 augusti 1985 av den amerikanske astronomen Edward L.G. Bowell vid Anderson Mesa Station. Den är uppkallad efter astronomen Humberto Campins.
Asteroiden har en diameter på ungefär 20 kilometer.